# Убийство Элайджи Лавджоя
Убийство американского аболициониста Элайджи Периша Лавджоя (англ. Elijah Parish Lovejoy) произошло 7 ноября 1837 года в городе Олтон (штат Иллинойс). Лавджой вырос в штате Мэн, стал пресвитерианским священником и начал работать в газете St. Louis Observer в Миссури, в которой резко критиковал рабство. Он практически сразу стал получать угрозы в свой адрес, так как в соответствии с компромиссом 1820 года Миссури был рабовладельческим штатом, а его жители были нетерпимы к аболиционистам. После того, как Лавджой раскритиковал линчевание свободного чернокожего жителя города сторонники рабства разграбили его типографию.
Из-за всё возрастающего насилия редактор был вынужден перебраться в Олтон по другую сторону реки Миссисипи в свободный штат Иллинойс. Несмотря на статус свободного штата, многие иллинойсцы враждебно относились к аболиционистам и считали их экстремистами. Разъярённые толпы несколько раз нападали на газету Лавджоя и уничтожали его печатный станок. Каждый раз при поддержке сторонников с востока и подписчиков газете удавалось восстановится.
Наконец, когда в ноябре 1837 года прибыл четвёртый печатный станок, Лавджой был готов защищать его. К складу, где он хранился, подошла толпа сторонников рабства, завязалась перестрелка, в результате которой Лавджой погиб, получив огнестрельные ранения. Впоследствии суд оправдал как защитников склада, так и нападавших, и никто не был наказан. Смерть Лавджоя сделала его мучеником в глазах противников рабства и привела к значительному усилению аболиционистов севера, а также вдохновила Джона Брауна на борьбу с рабством.

## Предыстория
В довоенной Америке аболиционисты — противники рабства — часто подвергались преследованиям или насилию со стороны сторонников рабства как в северных, так и в южных штатах. Первые антирабовладельческие газеты, появившиеся незадолго до 1820 года распространялись в основном среди самих аболиционистов и поэтому не привлекали к себе большого внимания. Однако к 1830 годам антирабовладельцы начали ориентировать свои послания на широкие слои населения. Несколько крупных аболиционистских объединений помогали содержать соответствующие газеты, а их редакторы координировали свои действия. В 1835 году Американское общество борьбы с рабством начало рассылочную кампанию на юге, отправив брошюры о вреде рабства южным редакторам газет и бизнесменам. Такие действия вызвали резко негативную ответную реакцию южан, которые начали сжигать бумаги в кострах.
С 1833 по 1860 было зарегистрировано 134 нападения на аболиционистов, из них 110 были атаками на ораторов, а остальные были направлены на печатные издания. В большинстве случаев насилие или запугивание заставляло аболиционистов замолчать, по крайней мере на время и значительно ограничивало их свободу. При этом аболиционистская пресса столкнулась с большим количеством нападений на севере, чем на юге. Это было связано с тем, что южные политики законодательно запретили дискуссии о рабовладении, в то время как на севере принятие аналогичных мер обсуждалось, но не вылилось в принятие законов.
Сторонники подавления аболиционистских издательств обычно оправдывали свои действия тем, что такие газеты нарушали общественный порядок. Часто сотрудники правоохранительных органов, такие как констебли и шерифы набирались из людей, желавших подавления неугодных газет. Мэры городов, оказавшись между редакторами-аболиционистами и недовольными горожанами, могли пользоваться лишь ограниченными полицейскими ресурсами в попытках предотвратить поддерживаемое обществом насилие. После 1830-х случаев насилия против аболиционистов стало меньше.

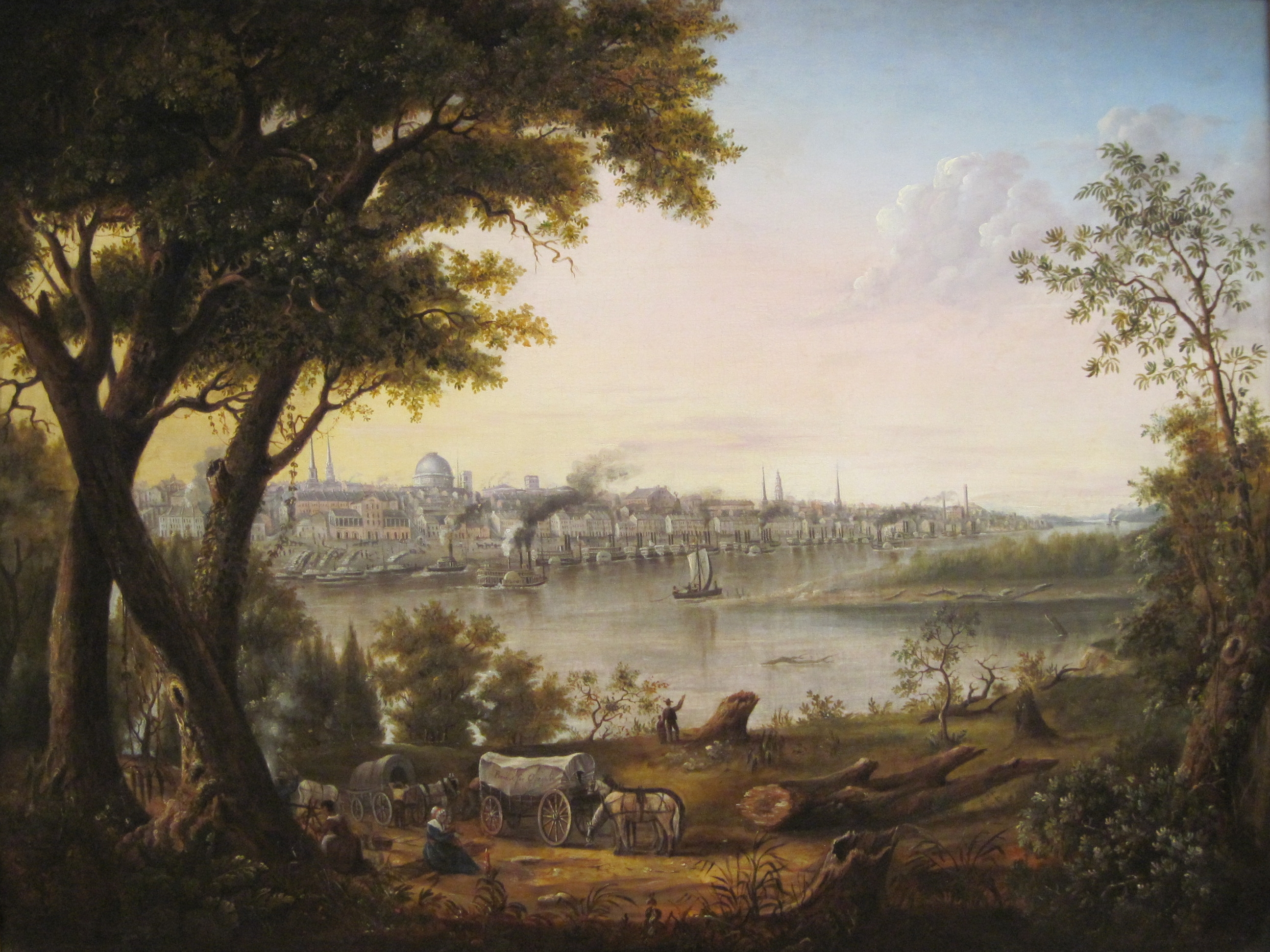
Сент-Луис в 1846 году, картина Льюис, Генри

Элайджа Лавджой родился в городе Албион в штате Мэн в 1802 году и после окончания колледжа решил испытать удачу, отправившись на Средний Запад. Так он оказался в Сент-Луисе в Миссури, где стал сначала внештатным, а затем и штатным редактором и совладельцем газеты «The St. Louis Times». В 1832 году в самый разгар второго великого пробуждения под влиянием проповедников Лавджой пережил религиозное обращение и вернулся на восток, поступив в Принстонскую теологическую семинарию в Нью-Джерси. Два года спустя группа бизнесменов из Сент-Луиса пригласила его вернуться в город и продолжить работу в качестве редактора газеты St. Louis Observer. Вернувшись, Лавджой был рукоположен и стал осуждать рабство со своей кафедры и на страницах своего издания.
Поддерживаемый друзьями-аболиционистами, Лавджой заходил всё дальше в своём неприятии рабства. Он начал поддерживать сначала постепенную, а потом и немедленную всеобщую эмансипацию. Лавджой также выступал против католиков, будучи воинствующим протестантом; вскоре значительное католическое меньшинство потребовало от него прекратить публикацию газеты. Однако именно позиция Лавджоя по вопросу рабства была основной причиной недовольства местным населением его деятельностью. Когда в мае 1836 городская толпа линчевала свободного чернокожего Фрэнсиса Макинтоша, Лавджой осудил их поступок. В ответ сторонники рабства разгромили его типографию, из-за чего он вместе со своей семьёй был вынужден переехать в город Олтон, находившийся на другом берегу реки Миссисипи в свободном штате Иллинойс. На момент переезда население Олтона составляло около 2 500 человек; этот город считался ведущим в Иллинойсе и имел большее значение, чем Чикаго.

## Ход событий
Иллинойс был свободным штатом, на территории которого рабство было запрещено в соответствии с северо-западным ордонансом и 6-й статьёй Конституции штата. В 1819 году законодательное собрание штата приняло закон, согласно которому ни одному чёрному не разрешалось проживать в штате без предъявления свидетельства о своей свободе; по закону 1829 года каждый чернокожий без такого документа считался беглым рабом и подлежал заключению в тюрьму. Тем не менее рабство оставалось актуальным вопросам политики Иллинойса на протяжении долго времени. Некоторые свободные чернокожие жители штата незаконно похищались и становились невольниками на юге, чему способствовало общественное мнение, часто потворствующее похитителям. Несмотря на это беглые рабы постепенно начинали находить сочувствие во всё возрастающем числе мест по всему штату; в отдельных общинах беглецы были в безопасности от своих преследователей. Постепенно зарождалось антирабовладельческое движение. Несмотря на это на сессии 1837 года законодательное собрание штата подавляющим большинством голосов приняло несколько резолюций, резко осуждающих противников рабства. В Палате представителей против них проголосовало всего семь человек, среди которых был Авраам Линкольн. 
В Олтоне Лавджой возглавил пресвитерианскую церковь на Колледж-авеню. Он предполагал, что на территории свободного штата, в городе, в котором присутствовали предприниматели из Новой Англии, его деятельность не будет вызывать проблем, но пообещал, что его газета, который теперь называлась «The Alton Observer» будет воздерживаться от аболиционизма, но отметил, что сохраняет за собой право писать всё, что захочет на любую тему. Тем не менее поначалу он пользовался значительной поддержкой со стороны местного населения: когда в июле 1836 года толпа размером от 100 до 200 человек в первый раз утопила его станок в реке Миссисипи почти сразу по его прибытии в Олтон, видные горожане выразили протест против такого нарушения прав собственности, заверили редактора в законопослушности жителей города и собрали деньги на приобретение нового станка. В первом же выпуске газеты в новом городе Лавджой раскритиковал рабство. Количество подписчиков газеты в 1837 составляло около 2 тысяч.

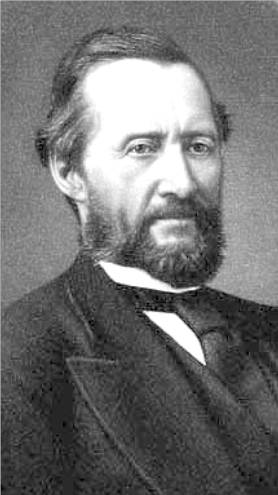
Мэр Олтона Крам, Джон Маршалл

Когда в середине 1837 года во время начавшегося экономического кризиса торговля между Олтоном и югом пошла на спад, Лавджой возложил вину за трудности на терпимость жителей к рабству, их ложные ценности и материализм. Также он стал выступать за создание Антирабовладельческого общества Иллинойса и объяснять преимущества немедленного освобождения рабов, что оттолкнуло от него многих сторонников, не желавших превращения Олтона в центр аболиционизма. Сторонники рабства начали проводить публичные собрания с июля до начала ноября, на который принимали резолюции с предупреждениями к редактору. Некоторые кандидаты на пост мэра города заявили, что Лавджой будет привлечен к ответственности за свои публикации. Его попытки заручиться поддержкой людей за пределами аболиционистской группы не увенчались успехом, а городская элита заняла двусмысленную позицию. Кроме того, Лавджоя обвиняли в обмане, после того как он нарушил своё обещание не обсуждать рабство.
21 августа группа людей напала на Лавджоя за городом, а затем ворвалась в офис Observer и уничтожила станок на глазах публики и ранила одного из работников газеты. Враги и друзья Лавджоя рекомендовали ему покинуть город, но он отказался, заявив, что будет сражаться за свободу слова. Тогда же он обратился за поддержкой к подписчикам своей газеты, попросив их помочь делу свободной прессы пожертвованиями. Священники, поддерживавшие Лавджоя провели собрание в его поддержку, а сторонники из многих штатов помогли купить новый станок.
После прибытия третьего станка мэр Джон Крам выставил возле него охрану, но после того, как она ушла на ночной отдых, 21 сентября толпа снова ворвалась в офис. Мэр пытался убедить их разойтись, но они всё же смогли уничтожить станок в третий раз. По подсчётам Лавджоя, действия нападавших поддерживало около 80% населения города. В октябре Лавджой провёл собрание аболиционистов, разозлившее местных жителей. Вместе со своим братом Оуэном и священником Эдвардом Бичером он планировал создать Антирабовладельческое общество, но обструкция противников этой идеи помогла затормозить его создание. Сторонники Лавджоя призвали к проведению съезда всех выступающих против рабства и за свободу слова 26 октября; съезд собрался, но аболиционисты попытались исключить из него всех кто не считали себя аболиционистами (не все противники рабства относили себя к этому движению). Руководство пресвитерианской церкви, в храме которой проходило собрание, не разрешило сторонникам Лавджоя собираться у себя без участия всех людей, выступающих против рабства. В конечном итоге аболиционисты приняли эти условия, в результате чего съезд принял два доклада от двух позиций участников.
На следующий день в доме Бичера было организовано тайное общество аболиционистов. Напряжение росло и незадолго до погрома авторитетный священник Джон Хоган созвал от 20 до 30 сторонников и противников Лавджоя для решения проблемы назревающего кризиса. Им не удалось прийти к общему решению, но комитет принял резолюцию, призывающую Лавджоя уйти с поста редактора. Казалось, что но сам был уже готов отказаться от своих усилий, но Оуэн убедил его продолжить работу и обратиться за помощью к подписчикам, а сам отправился в Цинциннати за новым станком.
Вместе со своими друзьями Элайджа решил сформировать ополчение для самообороны и попросил мэра возглавить их, но он отказался, а городской совет отклонил предложение о назначении специальных констеблей для охраны станка. 6 ноября 1837 года от 40 до 50 человек собрались на складе компании «Godfrey, Gilman & Co.», куда он должен был быть доставлен. Они были вооружены винтовками и мушкетами, заряженными картечью или мелкими пулями. Позже некоторые из них ушли и осталось около 30 человек. В три часа ночи на пароходе «Missouri Fulton» в Олтон прибыл четвёртый станок. Из-за того, что толпа противников Лавджоя оказалось слишком малочисленной, его удалось отнести на чердак каменного склада. На следующий день по городу разнёсся слух о прибытии «аболиционистского станка». Вечером 7 октября те же добровольцы собрались на складе, но после 9 часов вечера часть из них ушла. Осталось 12 человек, среди которых был Оуэн (один или два человека присоединились к ним позже). Ополчением командовал капитан Энох Лонг.
Около 10 часов вечера из питейных заведений стали выходить их клиенты и толпа из примерно 30 человек, вооружённая камнями и пистолетами направилась к складу. Через дверь совладелец склада и друг Лавджоя Уинтроп Гилман спросил собравшихся, зачем они пришли. Их лидер Уильям Карр ответил одним словом: «станок». После того как Гилман отказался выдать его, Карр заявил, что толпа намерена любой ценой получить его. После это собравшиеся подошли к другой стороне склада и начали разбивать окна камнями. Вскоре со стороны толпы раздались первые выстрелы и защитники склада ответили на это, открыв ответный огонь и убив человека по имени Бишоп. Вскоре мэр прибыл на место и попросил толпу разойтись, но они согласились лишь позволить ему вести переговоры о сдаче станка. Лавджой отказался от этого предложения, после чего сторонники рабства возобновили атаку.
Толпа приставила лестницу к глухой стороне здания, один человек поднялся на крышу и поджёг её. Находившиеся внутри склада не могли добраться до него и Лонг предложил добровольцам выйти наружу и застрелить человека, стоящего на лестнице. Около пяти человек вызвались сделать это, двое или трое обошли здание, выстрелили в человека на лестнице и сумели оттеснить толпу. После этого Элайджа вместе с несколькими людьми снова подошёл к двери и, никого не увидев, остановились за порогом. Несколько человек из толпы спрятались за штабелем досок неподалёку; у одного из них было двуствольное ружьё и он выстрелил в Лавджоя. Он получил пять пуль, успел вернуться в здание и умер там почти сразу. Некоторые из защитников хотели продолжать борьбу, но большая часть решила сдаться. Защитники склада отступили, а толпа ворвалась в здание, разбила станок и выбросила его в реку. Никакое другое имущество не было повреждено, а тело Лавджоя также осталось невредимым. К двум часам ночи толпа разошлась. На двери здания, в котором после отступления укрылись некоторые из защитников склада неизвестные нарисовали гроб и разместили объявление об его продаже. На следующее утро тело Лавджоя было перенесено в его дом. Элайджа был похоронен 9 ноября в свой 35-й день рождения; когда катафалк двигался по улице, его встречали насмешками и издевательствами.

## Суд
Из четырёх нападений на Лавджоя три привели к судебным искам. Участник первого погрома нанёс ущерб на сумму около 700 долларов и был судим за нарушение общественного порядка, но оправдан. Один из участников второго погрома, который находился среди тех, кто напал на Лавджоя, уничтожил станок и ранил рабочего был признан виновным присяжными, но освобожден на основании того, что на момент совершения преступления город ещё не был инкорпорирован в Иллинойс, из-за чего дело не могло относится к юрисдикции суда. После последнего нападения в январе 1838 года большое жюри Олтона предъявило обвинения как лидерам нападавших, так и лидерам защищавшихся за нарушение закона, запрещавшего беспорядки. Согласно ему, беспорядками считались действия двух или более людей «с применением силы или насилия в отношении личности или имущества другого лица, с общей причиной для ссоры или без нее, или даже совершение законного действия в насильственной и бурной форме».
Большое жюри предъявило обвинения двенадцати аболиционистам из-за применения силы для защиты типографии и склада. Судья удовлетворил ходатайство Уинтропа Гилмана о проведении отдельного судебного разбирательства, на котором он был оправдан присяжными за 15 минут. После этого дело было закрыто, так как обвинение ожидало такого же решения в отношении других сообщников Гилмана. Другое обвинение было выдвинуто против одиннадцати членов толпы. 20 января присяжные признали их невиновными; таким образом никто не был наказан. На суде старшина присяжных и председательствовавший судья давали свои показания; в июле и октябре старшина вёл собрания граждан, на которых осуждал Лавджоя, позже он был ранен во время одного из нападений на станок. Присяжным пришлось выносить решение по вопросу, сильно разделявшему общество.
Генеральный прокурор Иллинойса Ашер Линдер сыграл ключевую роль в процессе, так как он был главным противником Лавджоя в течение нескольких недель перед последним погромом, но не присутствовал в городе в ходе этих трагических событий. Он помогал городскому прокурору Фрэнсису Мёрдоку в преследовании Гилмана, а затем помогал защите во время суда над толпой. В основном его действия были рассчитаны на укрепление собственной политической карьеры; он позиционировал себя как демократа с фронтира, борющегося с восточными янки.
Во время суда над аболиционистами Мёрдок признал, что Гилман имел право защищать свою собственность, но вооружение союзников Лавджоя было рассчитано на нарушение общественного порядка. Адвокаты Гилмана сказали, что мэр разрешил им защищать свой склад, в ответ на что Крам заявил, что говорил это как юрист, а не как должностное лицо. В суде над толпой защита сторонников рабства утверждала, что, учитывая неразбериху, ни один из обвиняемых не мог быть однозначно связан с ключевыми событиями беспорядка, такими как поджог склада и уничтожением станка. Председательствующий судья подтвердил неясность обстоятельств преступления и неспособность властей остановить драку. Вопрос свободы прессы и действий толпы в отношении газеты остался на втором плане процесса. Обвинитель нападавших Альфред Коулз утверждал, что сторонники рабства присвоили себе право на уничтожение неугодных публикаций. Аболиционисты превратили оправдательные приговоры суда в материал для агитации, утверждая, что власти и присяжные поддержали толпу, а позже высмеивали тот факт, что три человека из числа сторонников рабства и их адвокат вскоре после вынесения решения суда нарушили закон.

## Реакция

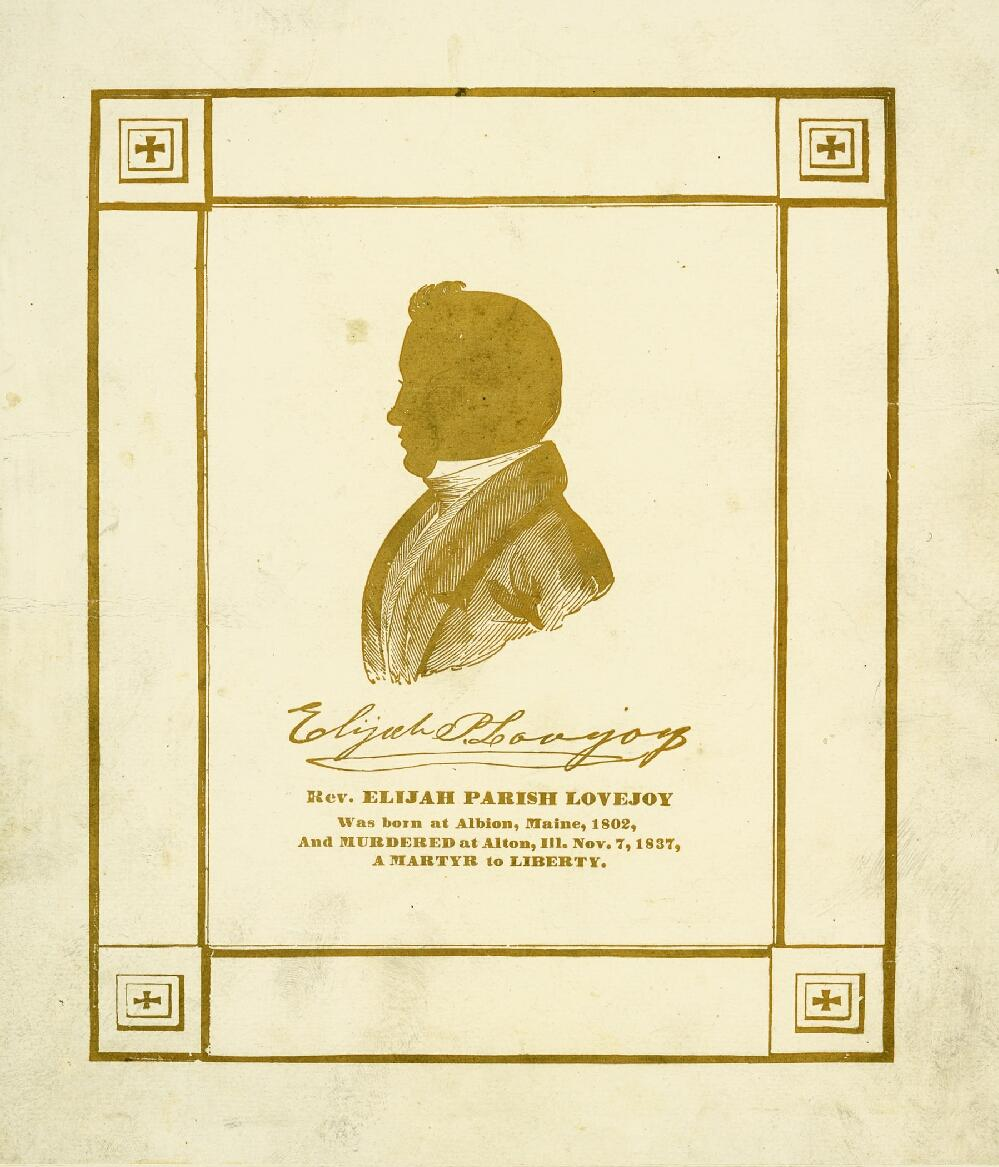
Памятная открытка с силуэтом Лавджоя

После убийства Лавджой стал мучеником дела аболиционизма, а лидеры движения решили переосмыслить своё послание, делая акцент не на борьбе с рабством, а на свободе прессы. Сам факт убийства серьёзно усилил позиции противников рабства на севере. Внутри Иллинойса аболиционисты стали действовать смелее, бросая вызов закону о беглых рабах. В то же время пресса крупных партий делала акцент не на смерти Лавджоя, а на повреждении частной собственности. Через несколько дней после вынесения судебного решения молодой адвокат из Спрингфилда Авраам Линкольн в своей речи в Лицее посетовал на «дух власти толпы», царивший в стране и обозначил «растущую склонность подменять трезвое суждение судов дикими и яростными страстями» как главную угрозу американской политической системы. Он косвенно упомянул Лавджоя, сказав, что пока «порочной части населения будет позволено сбрасывать станки в реки, расстреливать редакторов, правительство не сможет долго существовать». Смерть Лавджоя создала Олтону, стремившемуся к известности как центру торговли, дурную славу. Многие газеты севера и юга, даже те, которые не поддерживали аболиционизм, выступили с осуждением убийц.
Смерть Лавджоя способствовала усилению студенческого аболиционизма в Амхерстском колледже, а также стала предвестником кризиса среди американского духовенства по вопросу отношения священников к рабству. Впоследствии многие известные аболиционисты называли убийство Лавджоя причиной своего присоединения к движению против рабства: Ральф Уолдо Эмерсон произнёс свою первую речь с критикой рабства в ответ на смерть редактора, Уэнделл Филлипс говорил, что «пистолет, направленный в грудь Лавджоя, поднял меня на ноги». Влиятельный нью-йоркский аболиционист Джеррит Смит считал, что смерть Лавджоя побудит многих христиан, которые до сих пор стояли в стороне от антирабовладельческого движения, присоединиться к нему.
Спустя 2 дня после убийства Элайджи Оуэн пообещал, что никогда не откажется отдела, которое «обагрено кровью его брата» и начал бороться за отмену рабства. Вместе с Джозефом Лавджоем он написали биографию погибшего, которая была разрекламирована в антирабовладельческих газетах и хорошо продавалась. Предисловие к ней написал бывший президент Джон Куинси Адамс, который назвал толпу убийц «бандой головорезов, охваченных безумием». Такая литература помогла укрепить имидж Элайджи как мученика и мобилизовать общественное мнение севере не только против убийц, но и против рабства в целом. Оуэн стал священником в Принстоне в Иллийносе, возглавлял местные отделения партии свободы и свободной земли, а также начал помогать рабам бежать от рабовладельцев, став проводником «подземной железной дороги» — системы тайных маршрутов, через которые беглецы уходили из рабовладельческих штатов в Канаду или северные штаты при помощи аболиционистов, предоставлявших им временное жилье и укрытие по пути. В 1856 году он был избран в Палату представителей от Иллинойса и упомянул смерть Элайджи в своей знаменитой речи в апреле 1860 года.
После убийства Лавджоя, в будущем известный аболиционист Джон Браун, встал в церкви и заявил: «здесь, перед Богом, в присутствии этих свидетелей, с этого момента я посвящаю свою жизнь уничтожению рабства». Впоследствии он организовал рейд на город Харперс-Ферри в рабовладельческом штате Виргиния, стремясь освободить рабов, но потерпел поражение и был казнён.

## Память

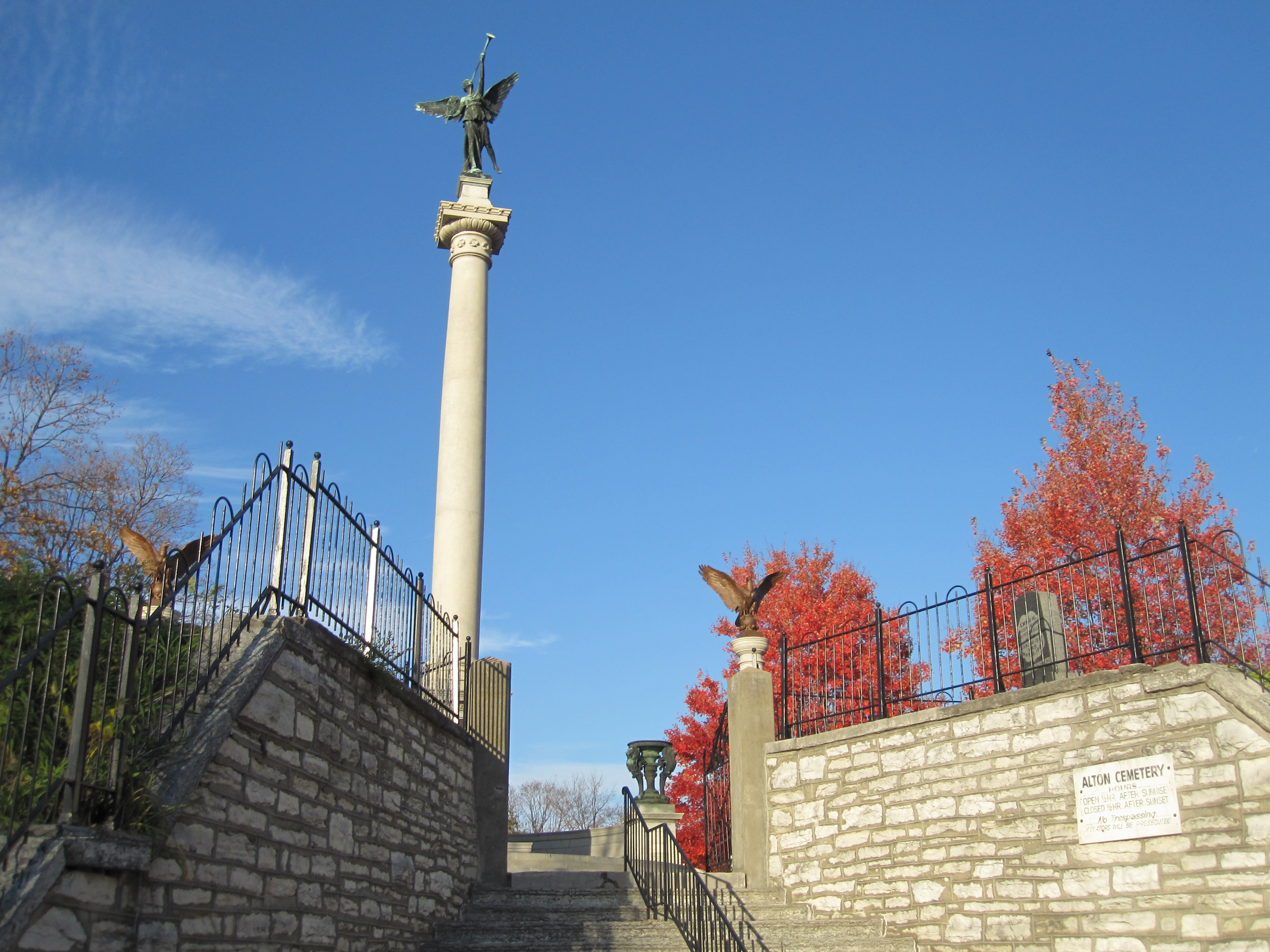
Монумент в честь Лавджоя, установленный в 1897 году

Лавджой был похоронен в безымянной могиле на Олтонском кладбище, чтобы сторонники рабства не смогли её осквернить. Хотя планы по возведению памятника в его честь появились ещё в 1850-х годах, в течение многих лет могила находилась под угрозой полного забвения, пока в 1864 году Томас Диммок из Сент-Луиса, знавший Лавджоя при жизни не смог установить место его захоронения при помощи чернокожего жителя, участвовавшего в его похоронах. На момент обнаружения могила находилась прямо под дорогой, по которой проезжали экипажи. Диммок перезахоронил останки Лавджоя на новом месте и поставил мемориальный камень в память о нём. В середине 1880-х Диммок создал Ассоциацию по поминовению Лавджоя, но только весной 1896 законодательное собрание Иллинойса согласилось выделить 25 тысяч долларов на возведение памятника в его честь при условии, что жители Олтона смогут собрать ещё 5 тысяч долларов. Это было сделано в короткие сроки и 7 ноября 1897 году, в шестидесятилетнюю годовщину смерти издателя, в городе был установлен монумент в его честь.
Проект был разработан скульптором Р. П. Брингхёрстом из Сент-Луиса и реализован компанией Culver Stone Company из Спрингфилда. Памятник был возведён на базе 93-футовой гранитной колонны, на которой стоит 17-футовая крылатая статуя Виктории, охраняемая двумя колоннами высотой 30 футов, на которых расположены орлы. Окружающая территория вымощена шестидюймовыми гранитными плитами. Неподалёку расположены четыре бронзовые панели, посвященные отрывкам из жизни Лавджоя. На трёх панелях приведены его цитаты, раскрывающие его деятельность как противника рабства, священника и редактора. Четвёртая панель посвящена защитникам склада, сражавшимся вместе с Лавджоем. После реставрации памятник был вновь открыт 25 сентября 1969 года и находится в восточной части города.
В 1952 году Колледж Колби учредил премию имени Элайджи Лавджоя для награждения журналистов.

### Комментарии
1. ↑  В книге «A history of Illinois, from its commencement as a state in 1818 to 1847», написанной бывшим губернатором штата Томасом Фордом[англ.] утверждается, что газета постепенно становилась всё более аболиционистской[16].
2. ↑  В статье про Лавджоя, вышедшей в журнале «Negro History Bulletin» в 1942 году сказано, что Хоган был подстрекал людей к нападению на склад, на котором хранился печатный станок спустя некоторое время (см. дальше)[22].
3. ↑  Согласно книге «A history of Illinois, from its commencement as a state in 1818 to 1847», до этого Лавджой дважды выходил из склада в одиночку, неудачно пытаясь оттеснить толпу выстрелами[29].
4. ↑  Будучи городским прокурором, Мёрдок преследовал как защитников склада, так и нападавших. В то время как записи дела свидетельствуют о том, что он был беспристрастен во время суда, его политические симпатии были на стороне защитников[31].
5. ↑  Выступая перед коллегами-конгрессменами, Лавджой сказал: «Вы можете убить Кассиуса Клея (аболиционист из Кентукки), как вы угрожаете сделать, но «кровь мучеников – семя церкви». Вы можете пролить его кровь, как вы пролили кровь моего брата на берегах Миссисипи двадцать лет назад – и что тогда? Я сегодня здесь, слава Богу, чтобы отстаивать принципы, крещённые его кровью. Вы можете пролить его кровь – и что тогда? Вскоре республиканская партия возникнет в Кентукки и во всех рабовладельческих штатах; и эти разобщители и господа, которых вы сейчас видите столь неистовыми, будут вытеснены более умеренными и — если можно так выразиться, не обижая — более разумными людьми[38].»

### Статьи
- Kielbowicz, Richard B. The Law and Mob Law in Attacks on Antislavery Newspapers, 1833-1860 (англ.). — Law and History Review: American Society for Legal History, 2006. — Vol. 24, no. 3. — P. 559—600.
- Krum, John M. Death of Elijah P. Lovejoy: A Voice from the Past (англ.). — Journal of the Illinois State Historical Society (1908-1984): University of Illinois Press, 1912. — Vol. 4, no. 4. — P. 449—503.
- ELIJAH PARISH LOVEJOY (англ.). — Negro History Bulletin: Association for the Study of African American Life and History, 1942. — Vol. 6, no. 2. — P. 26, 32.
- Lovejoy Monument/Lovejoy Gravesite Alton, Illinois (англ.). — The Journal of Presbyterian History (1997-): Presbyterian Historical Society, 2014. — Vol. 92, no. 1. — P. 44.
- Michael E. Jirik. “We are and will be forever Anti-Slavery Men!”: Student Abolitionists and Subversive Politics at Amherst College, 1833–1841 (англ.). — Amherst in the World: Amherst College Press, 2020. — P. 291—304.

### Книги
- Ehrlich, Walter. They Have No Rights (англ.). — Greenwood Press, 2007. — 288 p. — ISBN 9780195365290.
- Christensen, Lawrence O. Dictionary of Missouri Biography (англ.). — University of Missouri Press, 1999. — 848 p. — ISBN 9780826260161.
- Blue, Frederick J. No Taint of Compromise: Crusaders in Antislavery Politics (англ.). — Louisiana State University Press, 2005. — 301 p. — ISBN 9780807129760.
- Denman, Jeffrey A. John Quincy Adams, Reluctant Abolitionist (англ.). — McFarland, Incorporated, Publishers, 2023. — 260 p. — ISBN 9781476650722.
- Lovejoy, Joseph Cammet; Lovejoy, Owen. Memoir of the Rev. Elijah P. Lovejoy Who was Murdered in Defence of the Liberty of the Press, at Alton, Illinois, Nov. 7, 1837 (англ.). — J.S. Taylor, 1838. — 382 p. — ISBN 9780608413709.
- Tanner, Henry. The martyrdom of Lovejoy. An account of the life, trials, and perils of Rev. Elijah P. Lovejoy (англ.). — Chicago, Fergus printing company, 1881.
- Stauffer, John. The Black Hearts of Men: Radical Abolitionists and the Transformation of Race (англ.). — Harvard University Press, 2009. — 379 p. — ISBN 9780674043961.
- Pease, Theodore Calvin. The frontier state, 1818-1848 (англ.). — Chicago: McClurg&Co, 1922. — 516 p.
- Ford, Thomas. A history of Illinois, from its commencement as a state in 1818 to 1847 (англ.). — Chicago: S.C. Griggs & co, 1854. — 458 p.
- Brown, Henry. The history of Illinois, from its first discovery and settlement to the present time (англ.). — New York: J. Winchester, 1844. — 526 p.